# The King of Limbs
The King of Limbs ist das achte Studioalbum der britischen Band Radiohead, das im Februar 2011 erschien.

## Entstehung und Veröffentlichung
Die Erstveröffentlichung von The King of Limbs erfolgte am 18. Februar 2011 bei den Musiklabels Ticker Tape und XL Recordings. Das Album erschien in seiner Originalausführung als Download mit acht Titeln. Am 28. März desselben Jahres folgte die Veröffentlichung als CD (Katalognummer: TICK001CD) und LP (Katalognummer: TICK001LP).
Geschrieben wurden alle Lieder gemeinsam von den Radiohead-Mitgliedern Colin Greenwood, Jonny Greenwood, Ed O’Brien, Phil Selway und Thom Yorke. Für die Produktion aller Lieder zeichnete alleine Nigel Godrich verantwortlich.

## Titelliste
1. Bloom – 5:15
2. Morning Mr. Magpie – 4:41
3. Little by Little – 4:27
4. Feral – 3:13
5. Lotus Flower – 5:01
6. Codex – 4:47
7. Give Up the Ghost – 4:50
8. Separator – 5:20

## Mitwirkende
- Yazz Ahmed – Flügelhorn (Bloom + Codex)
- Drew Brown – Engineering
- Stanley Donwood – Artwork
- Nigel Godrich – Produzent
- Colin Greenwood – Bass
- Jonny Greenwood – Keyboard, Gitarre
- Noel Langley – Flügelhorn (Bloom + Codex)
- The London Telefilmonic Orchestra – Streicher (Codex)
- Robert C. Ludwig – Mastering
- Ed O’Brien – Gitarre, Gesang
- Phil Selway – Schlagzeug
- Thom Yorke – Gesang, Gitarre, Piano[3]

## Rezensionen
Bei laut.de, wo das Album bereits einen Tag nach dem Erscheinen des Downloads bewertet wurde, erhielt das Album die volle Punktzahl.

„[…] mit jedem Durchlauf wächst der tiefe Schatten, den Radiohead mit ihrer zeitdiagnostischen Qualität samt eigenbrötlerischen Veröffentlichungswillen auf die Musikindustrie geworfen haben, bis zur unbezwingbaren Größe heran.“

Auch Plattentests.de vergab mit neun von zehn Punkten eine hervorragende Kritik.
Pitchfork Media vergab mit 7.9 von 10 Punkten zwar auch eine recht gute Bewertung; verglichen mit den Vorgängeralben schnitt The King of Limbs jedoch schlechter ab.
Auf Metacritic erreichte das Album 80 von 100 Punkten.

## Kommerzieller Erfolg

### Chartplatzierungen
| ChartsChartplatzierungen       | Höchstplatzierung | Wochen |
| ------------------------------ | ----------------- | ------ |
| Deutschland (GfK)              | 13 (5 Wo.)        | 5      |
| Österreich (Ö3)                | 11 (4 Wo.)        | 4      |
| Schweiz (IFPI)                 | 8 (9 Wo.)         | 9      |
| Vereinigte Staaten (Billboard) | 3 (15 Wo.)        | 15     |
| Vereinigtes Königreich (OCC)   | 7 (9 Wo.)         | 9      |

| ChartsJahrescharts (2011)      | Platzierung |
| ------------------------------ | ----------- |
| Vereinigte Staaten (Billboard) | 135         |

### Auszeichnungen für Musikverkäufe
| Land/Region                  | Auszeichnungen für Musikverkäufe (Land/Region, Auszeichnung, Verkäufe) | Verkäufe |
| ---------------------------- | ---------------------------------------------------------------------- | -------- |
| Kanada (MC)                  | Gold                                                                   | 40.000   |
| Vereinigtes Königreich (BPI) | Gold                                                                   | 100.000  |
| Insgesamt                    | 2× Gold ·                                                              | 140.000  |

Hauptartikel: Radiohead/Auszeichnungen für Musikverkäufe